# Ju-on: The Grudge
Ju-on: The Grudge (jap. 呪怨, Juon) ist ein japanischer Film aus dem Jahr 2002 von Takashi Shimizu. Er ist der erste Kinofilm der Ju-on-Reihe, von der zuvor lediglich zwei Videomarktveröffentlichungen erschienen, wurde im selben Jahr mit Ju-on: The Grudge 2 fortgesetzt und erhielt 2004 mit The Grudge – Der Fluch ein US-Remake.

## Handlung
Anmerkung: Diese Handlungsangabe gibt die Geschehnisse in ihrer tatsächlichen Reihenfolge wieder. Im Film selbst folgen diese auf achronologische Weise und mit wechselnden Perspektiven.
Einige Jahre nach den Ereignissen aus Ju-On: The Curse und Ju-On: The Curse 2 hat das Haus der Familie Saeki neue Bewohner: die Familie Tokunaga, bestehend aus dem Salaryman Katsuya, seiner Frau Kazumi und Katsuyas dementer Mutter Sachie. Als Katsuya am Tag des Geburtstags seiner Schwester Hitomi wie gewohnt zur Arbeit geht, wird Kazumi zu Hause vom Geist Kayako Saekis heimgesucht. Sie liegt apathisch auf ihrem Bett, als er zurückkommt, und reagiert nicht auf seine Versuche, sie auf sich aufmerksam zu machen. Plötzlich scheint sie eine Art epileptischen Anfall zu erleiden und stirbt. Vom entsetzten Katsuya ergreift darauf eine fremde Wesenheit (der Geist Takeo Saekis) Besitz. Als Hitomi auftaucht, um mit der Familie ihren Geburtstag zu feiern, benimmt sich Katsuya ihr gegenüber abwesend und feindselig, faselt zu ihrer Verwirrung von einem Kind, das nicht von ihm sein soll und schickt sie wieder weg. Danach trägt er Kazumis Leiche auf den Dachboden, wo ihn Kayakos Geist erwartet.
Einige Tage später wird die Altenpflegerin Rika zum Haus der Tokunagas gerufen, in dem sie Sachie findet, die völlig neben sich zu stehen scheint. Während Rika das Haus aufräumt, hört sie im oberen Geschoss eine Katze aus einem Schrank heraus miauen. Beim Öffnen des Schranks sieht sie diese, jedoch ebenso einen kleinen Jungen, genannt Toshio, den Sohn der Saekis. Sie kann von ihm nicht in Erfahrung bringen, was mit den Tokunagas passiert ist oder woher er kommt und meldet dies am Telefon ihrem Vorgesetzten Hirohashi. Als danach Hitomi anruft, geht sie jedoch nicht ran und hört nur deren wütende Forderung nach einer Erklärung für Katsuyas merkwürdiges Verhalten auf dem Anrufbeantworter mit. Rika wendet sich wieder Sachie zu, die plötzlich von einer schattenhaften Gestalt angegriffen wird. Vor Schreck wird Rika ohnmächtig.
Gleichzeitig wird Hitomi, nachdem sie ihren Anruf tätigte, in dem Bürogebäude, wo sie arbeitet, von geisterhaften Erscheinungen heimgesucht. Sie alarmiert einen Wachmann und schickt ihn auf die Damentoilette, wo sie zuletzt von einer mysteriösen Gestalt mit langen schwarzen Haaren bedrängt wurde. In seinem Büro verfolgt sie über eine Überwachungskamera, wie dieser, als er am Ort eintrifft, von einer schattenhaften Wesenheit in den Toilettenraum hinein gezogen wird, und flieht daraufhin panisch zu ihrem Büro. Doch auch dort ist sie nicht sicher. Als sie sich unter der Bettdecke verkriecht, taucht darunter Kayakos Geist auf und verschwindet mit ihr.
Am nächsten Tag wird die bewusstlose Rika von Hirohashi gefunden, der die Polizei alarmiert. Die Detectives Nakagawa und Igarashi finden die Leichen Katsuyas und Kazumis auf dem Dachboden und erfahren später vom Verschwinden Hitomis und dem Tod eines Wachmanns in ihrem Bürogebäude. Rika wird derweil zu Hause von den Geistern Toshios und Kayakos heimgesucht. Nakagawa und Igarashi kontaktieren den ehemaligen Polizisten Toyama, der im Mordfall Saeki ermittelte, jedoch Angst davor hat, zu diesem zurückzukehren. Als sie ihm das Videoband vom Tod des Wachmanns abspielen, wird er ebenfalls von einer schattenhaften Gestalt heimgesucht und ergreift panisch die Flucht. Er versucht, das Saeki-Haus mit Benzin niederzubrennen, wird jedoch von einer Vision abgelenkt, die ihm seine noch kindliche Tochter Izumi als Teenager zeigt, die mit ihren Freundinnen einige Jahre später das Haus betritt, diese jedoch allein lässt. Die zurückgebliebenen drei Freundinnen werden von Kayako getötet (dabei handelt es sich vermutlich um das letzte Kapitel von Ju-On: The Curse 2). Auch Izumi scheint ihren Vater zu bemerken, als sich diese zwei Zeitebenen überschneiden. Nachdem die Vision verschwand, tauchen Nakagawa und Igarashi auf, die Toyama von seinem Vorhaben abbringen wollen. Jedoch werden alle drei vom Geist Kayakos überrascht. Toyama gelingt die Flucht, während die vor Schreck erstarrten Nakagawa und Igarashi von Kayako getötet werden.
Eine unbestimmte Zeit später arbeitet Rika, welche die schrecklichen Erlebnisse verarbeitet hat, wieder als Altenpflegerin, wird jedoch plötzlich erneut von geisterhaften Erscheinungen bedrängt. Als ihre Freundin Mariko, eine Grundschullehrerin, ihr übers Telefon mitteilt, dass sie zum Saeki-Haus gegangen sei, da Toshio als einer ihrer Schüler eingetragen ist, aber nie im Unterricht auftauchte, eilt Rika zu ihrer Rettung. Sie kommt jedoch zu spät und kann nur noch hilflos beobachten, wie Mariko von einer unsichtbaren Macht ins Nichts gezogen wird. Als sie das Haus wieder verlassen will, bemerkt sie zu ihrer Verwirrung und Bestürzung, dass, wenn sie in einen Spiegel blickt, dort stattdessen Kayako auftaucht. Sie wird sich Kayakos und Toshios früherer Erscheinungen als Versuchen der Kontaktaufnahme bewusst und versucht, mit ihnen zu kommunizieren. Kayakos Geist erscheint nun erneut und kriecht, blutüberströmt und qualvoll aufstöhnend, die Treppe hinunter, was bei Rika nun Mitgefühl hervorruft. Dann taucht jedoch Takeos Geist ebenfalls auf und nähert sich Rika, die zu spät erkennt, dass dieser den Mord an seiner Frau nachspielen wird und sie dazu auserkoren wurde, Kayakos Platz einzunehmen. Er tötet sie, bevor sie fliehen kann.
In den wie ausgestorben wirkenden Straßen Tokios sind nun zahlreiche Plakate mit vermissten Personen zu sehen. Rika liegt derweil auf dem Dachboden des Saeki-Hauses, mit langen schwarzen Haaren und eingewickelt in Plastikfolie wie Kayako bei ihrer Ermordung. Sie öffnet die Augen und gibt wie diese ein Todesrasseln von sich, was andeutet, dass der Kreislauf damit wieder von neuem beginnt und auch sie zu einem Onryō, einem Rachegeist, wird.
Einige Jahre später ist Toyama ebenfalls verstorben und die ältere Izumi besuchte mit ihren Freundinnen als Mutprobe das Saeki-Haus. Sie leidet an ihren Schuldgefühlen, diese zurückgelassen zu haben und benimmt sich ihren anderen Freundinnen gegenüber abwesend. Als sie Fotos von Schulausflügen erhalten, sind die Augen Izumis und der verschwundenen Freundinnen darauf geschwärzt. Die beiden anderen Freundinnen besuchen Izumi, welche sich nun völlig abgekapselt hat und paranoid geworden ist. Nachdem sie wieder gegangen sind, hat Izumi im Traum eine Vision ihres verstorbenen Vaters Toyama, der auf ihre Versuche, mit ihm zu reden, jedoch nicht antwortet. Als sie wieder erwacht, wird sie von den Geistern ihrer Freundinnen heimgesucht. Izumi versucht panisch zu fliehen, wird jedoch schließlich von Kayako gepackt, welche sie ins Jenseits zieht, wo Izumi ihrem Vater Gesellschaft leistet.

## Produktion und Veröffentlichung
Der Film wurde von Oz Company unter der Regie von Takashi Shimizu, von dem auch das Drehbuch stammt, produziert. Produzent war Takashige Ichise, die Musik komponierte Shiro Sato.
Im Oktober 2002 wurde Ju-on: The Grudge beim Scream-Festival in den USA das erste Mal aufgeführt. Die Kinopremiere des Films fand am 25. Januar 2003 in Japan statt. Danach wurde er unter anderem beim Fantasy Filmfest 2003 gezeigt und ins Englische, Spanische und Russische übersetzt. Highlight Film veröffentlichte den Film 2004 auf Deutsch auf DVD.